# Pollachius pollachius
El abadejo (Pollachius pollachius) es una especie de pez gadiforme de la familia Gadidae. Es similar al bacalao y normalmente mide unos 75 cm, aunque puede alcanzar los 130 cm y llegar a pesar 18 kg. Tiene el vientre claro y el dorso verde oliváceo con tonalidades pardas. Es habitual en el golfo de Vizcaya y, en general, en todo el Atlántico norte y oriental.

## Características
El cuerpo es bastante esbelto y está recubierto de pequeñas escamas cicloides y la boca está provista de agudos dientes. Carece de la barbilla sobre la mandíbula, característica de algunos gádidos como el bacalao común (Gadus morhua). La mandíbula del abadejo es bastante prominente. Tiene tres aletas dorsales claramente separadas, dos anales, la primera de ellas ancha, pequeñas aletas ventrales anteriormente insertas en las pectorales y una aleta caudal bien desarrollada y ligeramente hendida en el borde posterior. Es un pez magro (1 % de lípidos), puede vivir hasta 10 años, en aguas frías se han encontrado peces hasta de 125 cm de talla.

## Explotación
Es vendido en trozos, rodajas, filetes o entero. Su similitud con el bacalao hace que muchas veces sea vendido como tal, incluso en ciertas zonas el nombre de abadejo es considerado sinónimo de bacalao. En los países nórdicos se le somete a un proceso de secado, al igual que a otro pez similar de la misma familia, el carbonero (Pollachius virens); en ambos casos reciben el nombre de klippfisk. En Países Bajos es habitual encontrarlo en puestos callejeros bajo la denominación de kibbeling, servido en pequeños trozos rebozados. Este pez es bastante apreciado en los mares de Argentina, a causa de su exquisita carne, porque no tiene escamas. Su piel es suave, lo cual permite una excelente cocción. Tiene pocas espinas, muy fáciles de eliminar. Su carne blanca, de sabor suave, es muy apreciada por los cocineros y se puede consumir a cualquier tipo de cocción: hervido, asado, a la parrilla, etc.
Su pesca se efectúa con jábega y con sedal. Los ejemplares de menor tamaño, que no son aptos para hacer filetes, son procesados para preparar "surimi", que es una pasta de pescado que saborizada se vende como "kani-kama", "palitos de cangrejo" o "boca de mar".